# Campionati mondiali di sollevamento pesi 2017
I Campionati mondiali di sollevamento pesi 2017, 83ª edizione maschile e 26ª femminile della manifestazione, si sono svolti dal 28 novembre al 5 dicembre 2017 ad Anaheim, negli Stati Uniti, all'Anaheim Convention Center Arena. 

## Scelta della sede
Nel novembre del 2014 i campionati erano stati assegnati a Penang, in Malaysia, che in seguito rinunciò per difficoltà logistiche nell'organizzazione. La nuova sede venne annunciata dalla IWF il 18 ottobre 2016.
È stata la prima edizione dei campionati mondiali con sedici categorie di peso, otto maschili e otto femminili: dall'edizione successiva, le categorie furono portate a dieci con la variazione dei limiti di peso.

## Nazioni non partecipanti
A nove nazioni — Russia, Cina, Kazakistan, Armenia, Turchia, Moldavia, Ucraina, Bielorussia e Azerbaigian — è stata vietata la competizione a causa dei loro precedenti di doping nei precedenti Giochi olimpici, secondo le regole della International Weightlifting Federation che stabiliscono che qualsiasi paese che abbia avuto tre test positivi scoperti dal Comitato Olimpico Internazionale durante il nuovo test dei campioni di urina conservati per le sostanze vietate dalle Olimpiadi del 2008 e del 2012 è inibita la partecipazione ai campionati.
La Corea del Nord e il Venezuela hanno boicottato i campionati a causa della loro crisi nei rapporti con gli Stati Uniti. Il comitato organizzatore dei campionati aveva affermato di non prevedere problemi di visto per la squadra nordcoreana.

## Squalifiche
Le competizioni furono caratterizzate da sei squalifiche:
- Witoon Mingmoon nei pesi gallo maschili, inizialmente classificatosi al 3° posto – e quindi vincitore della medaglia di bronzo – nel dicembre del 2018 venne riscontrato positivo a sostanze proibite durante i Giochi del Sud-Est asiatici svoltisi nell'agosto del 2017[9] e squalificato per quattro anni, dal luglio del 2018 al luglio del 2022.[10] La medaglia di bronzo fu riassegnata al colombiano Carlos Berna;

- Dimitris Minasidis nei pesi piuma maschili, venne trovato positivo agli steroidi anabolizzanti[11] il 18 novembre 2021, quattro anni dopo la conclusione dei campionati mondiali, in base al riesame, con nuovi sistemi, delle analisi antidoping effettuate ai campionati europei di Adalia del 2012 – dove risultò negativo – e squalificato – retroattivamente – dal gennaio del 2018 al gennaio del 2022.[10] Il 10º posto ottenuto nel mondiale venne annullato;

- Dumitru Captari nei pesi medi maschili, che non concluse la gara ma si classificò al 3° posto nello strappo – e quindi vincitore della medaglia di bronzo – nel giugno 2021 fu inizialmente sospeso per scambio di provette avvenuto nel giugno del 2016;[12][13] in seguito, in base a una nuova analisi delle provette, venne riscontrato positivo all'efedrina e squalificato – retroattivamente – per due anni, dal gennaio del 2018 al gennaio del 2020.[10] La medaglia di bronzo nello strappo fu riassegnata all'albanese Erkand Qerimaj.

- Aurimas Didžbalis nei pesi mediomassimi maschili, inizialmente classificatosi al 2º posto – e quindi vincitore della medaglia d'argento nel totale e della medaglia di bronzo nello strappo – nel gennaio del 2018 fu riscontrato positivo al modulatore selettivo del recettore degli androgeni (SARM S-22) e squalificato per otto anni, fino al gennaio del 2026.[10] La medaglia d'argento fu riassegnata all'iraniano Ayoub Mousavi, mentre la medaglia di bronzo nello strappo fu riassegnata all'egiziano Ragab Abdelhay.

- Hsu Shu-ching nei pesi piuma femminili, che non concluse la gara ma si classificò al secondo posto nello strappo, nel marzo 2019 venne sottoposta a un test antidoping prima dei campionati mondiali, in base a una notizia diffusa dal Comitato Olimpico di Taipei Cinese.[14] Il suo campione risultò positivo a una sostanza vietata nel gennaio 2018 e il CTOC la squalificò per tre anni dalle competizioni.[15] Il risultato del test non venne reso pubblico fino al marzo del 2019, dopo che l'Agenzia mondiale antidoping (WADA) stabilì un termine entro il quale il Comitato Olimpico di Taipei Cinese avrebbe diffuso le informazioni.[16] La medaglia d'argento nello strappo fu riassegnata successivamente alla turkmena Kristina Şermetowa.

- Romela Begaj nei pesi massimi leggeri femminili, inizialmente classificatasi al secondo posto nel totale e al primo posto nello strappo, nel gennaio del 2018 venne riscontrata positiva allo stanozololo e squalificata per otto anni – fino al gennaio del 2026 – essendo alla seconda violazione delle regole antidoping;[10] quella squalifica portò alle dimissioni immediate di tutti i componenti del consiglio – presidente compreso – della Federazione albanese di sollevamento pesi.[17] La medaglia d'argento nell'esercizio totale venne riassegnata alla statunitense Mattie Rogers, mentre la medaglia d'oro nello strappo venne riassegnata alla colombiana Miyareth Mendoza.

## Titoli in palio
Per la prima volta, ai campionati mondiali vengono assegnati 16 titoli, in 8 categorie maschili e 8 femminili – col rientro della categoria dei pesi mediomassimi femminili, assente dall'edizione del 1997 – sotto elencate.
Categorie maschili
| Categoria            | Eventi         | Atl. | Gr. |
| -------------------- | -------------- | ---- | --- |
| Pesi gallo           | Fino a 56 kg   | 13   | 1   |
| Pesi piuma           | Fino a 62 kg   | 20   | 2   |
| Pesi leggeri         | Fino a 69 kg   | 22   | 2   |
| Pesi medi            | Fino a 77 kg   | 24   | 2   |
| Pesi massimi leggeri | Fino a 85 kg   | 35   | 3   |
| Pesi mediomassimi    | Fino a 94 kg   | 23   | 2   |
| Pesi massimi         | Fino a 105 kg  | 27   | 2   |
| Pesi supermassimi    | Oltre i 105 kg | 21   | 2   |

Categorie femminili
| Categoria            | Eventi        | Atl. | Gr. |
| -------------------- | ------------- | ---- | --- |
| Pesi gallo           | Fino a 48 kg  | 20   | 2   |
| Pesi piuma           | Fino a 53 kg  | 23   | 2   |
| Pesi leggeri         | Fino a 58 kg  | 19   | 2   |
| Pesi medi            | Fino a 63 kg  | 25   | 2   |
| Pesi massimi leggeri | Fino a 69 kg  | 18   | 2   |
| Pesi mediomassimi    | Fino a 75 kg  | 13   | 1   |
| Pesi massimi         | Fino a 90 kg  | 14   | 2   |
| Pesi supermassimi    | Oltre i 90 kg | 11   | 1   |

## Calendario eventi
Il 1º luglio viene diffuso il calendario degli eventi con i titoli da assegnare nelle giornate di gare. Le 16 gare, ciascuna suddivisa in gruppi da uno a tre, sono distribuite su sette giorni di competizione. Il 27 novembre si è tenuto il Congresso della IWF, mentre il 28 novembre si tenne la cerimonia di apertura.
Nella tabella seguente il quadrato completamente blu si riferisce alla giornata delle eliminatorie dei gruppi per ciascuna categoria, mentre i quadrati blu col pallino nero si riferiscono alle giornate delle finali per le assegnazioni delle medaglie.
| Giorno→ Categoria ↓ | Ma 28 | Me 29 | Gi 30 | Ve 01 | Sa 02 | Do 03 | Lu 04 | Ma 05 |
| ------------------- | ----- | ----- | ----- | ----- | ----- | ----- | ----- | ----- |
| 56 kg               |       | ●     |       |       |       |       |       |       |
| 62 kg               |       | ●     |       |       |       |       |       |       |
| 69 kg               |       |       |       | ●     |       |       |       |       |
| 77 kg               |       |       |       |       | ●     |       |       |       |
| 85 kg               |       |       |       |       |       | ●     |       |       |
| 94 kg               |       |       |       |       |       | ●     |       |       |
| 105 kg              |       |       |       |       |       |       | ●     |       |
| +105 kg             |       |       |       |       |       |       |       | ●     |

| Giorno→ Categoria ↓ | Ma 28 | Me 29 | Gi 30 | Ve 01 | Sa 02 | Do 03 | Lu 04 | Ma 05 |
| ------------------- | ----- | ----- | ----- | ----- | ----- | ----- | ----- | ----- |
| 48 kg               |       | ●     |       |       |       |       |       |       |
| 53 kg               |       |       | ●     |       |       |       |       |       |
| 58 kg               |       |       | ●     |       |       |       |       |       |
| 63 kg               |       |       |       | ●     |       |       |       |       |
| 69 kg               |       |       |       |       | ●     |       |       |       |
| 75 kg               |       |       |       |       |       | ●     |       |       |
| 90 kg               |       |       |       |       |       |       | ●     |       |
| +90 kg              |       |       |       |       |       |       |       | ●     |

## Nazioni partecipanti
Le nazioni che hanno partecipato ai campionati furono 68 per un totale di 328 partecipanti (185 atleti e 143 atlete). Tra parentesi i partecipanti per nazione.
- Afghanistan  (3)
- Albania  (5)
- Algeria  (1)
- Arabia Saudita  (6)
- Austria  (1)
- Belgio  (1)
- Brasile  (6)
- Bulgaria  (5)
- Camerun  (5)
- Canada  (9)
- Cile  (2)
- Cipro  (1)
- Colombia  (16)
- Corea del Sud  (11)
- Croazia  (1)
- Cuba  (1)
- Danimarca  (3)
- Ecuador  (11)
- Egitto  (5)
- Estonia  (2)
- Figi  (2)
- Filippine  (2)
- Finlandia  (5)
- Francia  (7)
- Georgia  (4)
- Germania  (8)
- Ghana  (3)
- Giappone  (15)
- India  (8)
- Iran  (8)
- Iraq  (1)
- Irlanda  (1)
- Islanda  (4)
- Israele  (5)
- Italia  (8)
- Lettonia  (2)
- Libano  (1)
- Lituania  (4)
- Madagascar  (1)
- Malaysia  (1)
- Mauritius  (1)
- Messico  (12)
- Mongolia  (3)
- Nepal  (1)
- Nigeria  (5)
- Norvegia  (2)
- Nuova Zelanda  (2)
- Perù  (5)
- Polonia  (5)
- Qatar  (1)
- Regno Unito  (5)
- Rep. Ceca  (4)
- Rep. Dominicana  (1)
- Romania  (6)
- Serbia  (1)
- Slovacchia  (1)
- Spagna  (10)
- Stati Uniti  (16)
- Sudafrica  (1)
- Svezia  (2)
- Taipei cinese  (11)
- Thailandia  (16)
- Tunisia  (1)
- Turkmenistan  (5)
- Uganda  (2)
- Ungheria  (2)
- Uzbekistan  (10)
- Vietnam  (12)

## Risultati
Sono stati stabiliti 4 record mondiali, tutti nelle categorie maschili: 2 nel totale dell'esercizio, 2 nelle singole specialità. Inoltre, è stato stabilito un record mondiale giovanile (Under-18).

### Categorie maschili
| Evento                                  | Oro                           | Oro                           | Argento                       | Argento                       | Bronzo                        | Bronzo                        |
| Pesi gallo — 56 kg (Dettagli)           | Pesi gallo — 56 kg (Dettagli) | Pesi gallo — 56 kg (Dettagli) | Pesi gallo — 56 kg (Dettagli) | Pesi gallo — 56 kg (Dettagli) | Pesi gallo — 56 kg (Dettagli) | Pesi gallo — 56 kg (Dettagli) |
| --------------------------------------- | ----------------------------- | ----------------------------- | ----------------------------- | ----------------------------- | ----------------------------- | ----------------------------- |
| Strappo                                 | Thạch Kim Tuấn                | 126 kg                        | Trần Lê Quốc Toàn             | 119 kg                        | Josué Brachi                  | 118 kg                        |
| Slancio                                 | Thạch Kim Tuấn                | 153 kg                        | Trần Lê Quốc Toàn             | 151 kg                        | Carlos Berna                  | 149 kg                        |
| Totale                                  | Thạch Kim Tuấn                | 279 kg                        | Trần Lê Quốc Toàn             | 270 kg                        | Carlos Berna                  | 266 kg                        |
| Pesi piuma — 62 kg (Dettagli)           |                               |                               |                               |                               |                               |                               |
| Strappo                                 | Trịnh Văn Vinh                | 136 kg                        | Han Myeong-mok                | 135 kg                        | Adhamjon Ergashev             | 135 kg                        |
| Slancio                                 | Francisco Mosquera            | 170 kg                        | José Montes                   | 167 kg                        | Antonio Vázquez               | 165 kg                        |
| Totale                                  | Francisco Mosquera            | 300 kg                        | Yōichi Itokazu                | 299 kg                        | Shota Mishvelidze             | 298 kg                        |
| Pesi leggeri — 69 kg (Dettagli)         |                               |                               |                               |                               |                               |                               |
| Strappo                                 | Won Jeong-sik                 | 148 kg                        | Tairat Bunsuk                 | 147 kg                        | Mirko Zanni                   | 144 kg                        |
| Slancio                                 | Doston Yoqubov                | 179 kg                        | Won Jeong-sik                 | 178 kg                        | Bernardin Matam               | 177 kg                        |
| Totale                                  | Won Jeong-sik                 | 326 kg                        | Tairat Bunsuk                 | 321 kg                        | Bernardin Matam               | 318 kg                        |
| Pesi medi — 77 kg (Dettagli)            |                               |                               |                               |                               |                               |                               |
| Strappo                                 | Mohamed Ihab                  | 165 kg                        | Rejepbaý Rejepow              | 158 kg                        | Erkand Qerimaj                | 155 kg                        |
| Slancio                                 | Mohamed Ihab                  | 196 kg                        | Rejepbaý Rejepow              | 194 kg                        | Harrison Maurus               | 193 kg                        |
| Totale                                  | Mohamed Ihab                  | 361 kg                        | Rejepbaý Rejepow              | 352 kg                        | Harrison Maurus               | 348 kg                        |
| Pesi massimi leggeri — 85 kg (Dettagli) |                               |                               |                               |                               |                               |                               |
| Strappo                                 | Arley Méndez                  | 175 kg                        | Kianoush Rostami              | 174 kg                        | Antonino Pizzolato            | 162 kg                        |
| Slancio                                 | Arley Méndez                  | 203 kg                        | Krzysztof Zwarycz             | 197 kg                        | Romain Imadouchène            | 196 kg                        |
| Totale                                  | Arley Méndez                  | 378 kg                        | Krzysztof Zwarycz             | 359 kg                        | Antonino Pizzolato            | 358 kg                        |
| Pesi mediomassimi — 94 kg (Dettagli)    |                               |                               |                               |                               |                               |                               |
| Strappo                                 | Sohrab Moradi                 | 184 kg                        | Farkhodbek Sobirov            | 183 kg                        | Ragab Abdelhay                | 172 kg                        |
| Slancio                                 | Sohrab Moradi                 | 233 kg                        | Fares El-Bakh                 | 220 kg                        | Ayoub Mousavi                 | 214 kg                        |
| Totale                                  | Sohrab Moradi                 | 417 kg                        | Ayoub Mousavi                 | 385 kg                        | Fares El-Bakh                 | 383 kg                        |
| Pesi massimi — 105 kg (Dettagli)        |                               |                               |                               |                               |                               |                               |
| Strappo                                 | Ali Hashemi                   | 183 kg                        | İvan Yefremov                 | 182 kg                        | Jorge Arroyo                  | 181 kg                        |
| Slancio                                 | Seo Hui-yeop                  | 222 kg                        | Artūrs Plēsnieks              | 222 kg                        | Ali Hashemi                   | 221 kg                        |
| Totale                                  | Ali Hashemi                   | 404 kg                        | Artūrs Plēsnieks              | 402 kg                        | İvan Yefremov                 | 399 kg                        |
| Pesi supermassimi — +105 kg (Dettagli)  |                               |                               |                               |                               |                               |                               |
| Strappo                                 | Lasha T'alakhadze             | 220 kg                        | Behdad Salimi                 | 211 kg                        | Saeid Alihosseini             | 203 kg                        |
| Slancio                                 | Lasha T'alakhadze             | 257 kg                        | Mart Seim                     | 253 kg                        | Saeid Alihosseini             | 251 kg                        |
| Totale                                  | Lasha T'alakhadze             | 477 kg                        | Saeid Alihosseini             | 454 kg                        | Behdad Salimi                 | 453 kg                        |

### Categorie femminili
| Evento                                  | Oro                           | Oro                           | Argento                       | Argento                       | Bronzo                        | Bronzo                        |
| Pesi gallo — 48 kg (Dettagli)           | Pesi gallo — 48 kg (Dettagli) | Pesi gallo — 48 kg (Dettagli) | Pesi gallo — 48 kg (Dettagli) | Pesi gallo — 48 kg (Dettagli) | Pesi gallo — 48 kg (Dettagli) | Pesi gallo — 48 kg (Dettagli) |
| --------------------------------------- | ----------------------------- | ----------------------------- | ----------------------------- | ----------------------------- | ----------------------------- | ----------------------------- |
| Strappo                                 | Thunya Sukcharoen             | 86 kg                         | Saikhom Mirabai Chanu         | 85 kg                         | Ana Segura                    | 81 kg                         |
| Slancio                                 | Saikhom Mirabai Chanu         | 109 kg                        | Thunya Sukcharoen             | 107 kg                        | Chiraphan Nanthawong          | 102 kg                        |
| Totale                                  | Saikhom Mirabai Chanu         | 194 kg                        | Thunya Sukcharoen             | 193 kg                        | Ana Segura                    | 182 kg                        |
| Pesi piuma — 53 kg (Dettagli)           |                               |                               |                               |                               |                               |                               |
| Strappo                                 | Sopita Tanasan                | 96 kg                         | Kristina Şermetowa            | 91 kg                         | Joanna Łochowska              | 87 kg                         |
| Slancio                                 | Sopita Tanasan                | 114 kg                        | Hidilyn Diaz                  | 113 kg                        | Kristina Şermetowa            | 113 kg                        |
| Totale                                  | Sopita Tanasan                | 210 kg                        | Kristina Şermetowa            | 204 kg                        | Hidilyn Diaz                  | 199 kg                        |
| Pesi leggeri — 58 kg (Dettagli)         |                               |                               |                               |                               |                               |                               |
| Strappo                                 | Sukanya Srisurat              | 105 kg                        | Kuo Hsing-chun                | 105 kg                        | Rebeka Koha                   | 101 kg                        |
| Slancio                                 | Kuo Hsing-chun                | 135 kg                        | Mikiko Andō                   | 126 kg                        | Alexandra Escobar             | 122 kg                        |
| Totale                                  | Kuo Hsing-chun                | 240 kg                        | Sukanya Srisurat              | 225 kg                        | Rebeka Koha                   | 222 kg                        |
| Pesi medi — 63 kg (Dettagli)            |                               |                               |                               |                               |                               |                               |
| Strappo                                 | Loredana Toma                 | 109 kg                        | Maude Charron                 | 102 kg                        | Lina Rivas                    | 101 kg                        |
| Slancio                                 | Loredana Toma                 | 128 kg                        | Rattanawan Wamalun            | 127 kg                        | Lina Rivas                    | 124 kg                        |
| Totale                                  | Loredana Toma                 | 237 kg                        | Lina Rivas                    | 225 kg                        | Mercedes Pérez                | 225 kg                        |
| Pesi massimi leggeri — 69 kg (Dettagli) |                               |                               |                               |                               |                               |                               |
| Strappo                                 | Miyareth Mendoza              | 106 kg                        | Mattie Rogers                 | 104 kg                        | Leidy Solís                   | 104 kg                        |
| Slancio                                 | Sara Ahmed                    | 136 kg                        | Leidy Solís                   | 135 kg                        | Mattie Rogers                 | 131 kg                        |
| Totale                                  | Leidy Solís                   | 239 kg                        | Mattie Rogers                 | 235 kg                        | Miyareth Mendoza              | 233 kg                        |
| Pesi mediomassimi — 75 kg (Dettagli)    |                               |                               |                               |                               |                               |                               |
| Strappo                                 | Lidia Valentín                | 118 kg                        | Neisi Dajomes                 | 108 kg                        | Mönkhjantsangiin Ankhtsetseg  | 107 kg                        |
| Slancio                                 | Lidia Valentín                | 140 kg                        | Gaëlle Nayo-Ketchanke         | 134 kg                        | Neisi Dajomes                 | 132 kg                        |
| Totale                                  | Lidia Valentín                | 258 kg                        | Neisi Dajomes                 | 240 kg                        | Gaëlle Nayo-Ketchanke         | 237 kg                        |
| Pesi massimi — 90 kg (Dettagli)         |                               |                               |                               |                               |                               |                               |
| Strappo                                 | Anastasija Hotfrid            | 120 kg                        | Crismery Santana              | 113 kg                        | Oliba Nieve                   | 112 kg                        |
| Slancio                                 | María Fernanda Valdés         | 146 kg                        | Anastasija Hotfrid            | 145 kg                        | Crismery Santana              | 141 kg                        |
| Totale                                  | Anastasija Hotfrid            | 265 kg                        | María Fernanda Valdés         | 255 kg                        | Crismery Santana              | 254 kg                        |
| Pesi supermassimi — +90 kg (Dettagli)   |                               |                               |                               |                               |                               |                               |
| Strappo                                 | Sarah Robles                  | 126 kg                        | Laurel Hubbard                | 124 kg                        | Tania Mascorro                | 119 kg                        |
| Slancio                                 | Sarah Robles                  | 158 kg                        | Shaimaa Khalaf                | 153 kg                        | Duangaksorn Chaidee           | 152 kg                        |
| Totale                                  | Sarah Robles                  | 284 kg                        | Laurel Hubbard                | 275 kg                        | Shaimaa Khalaf                | 268 kg                        |

## Medagliere

### Grandi (totale)
Riferito al totale dell'esercizio.
| Posiz.              | Nazione             | Oro | Argento | Bronzo | Totale |
| ------------------- | ------------------- | --- | ------- | ------ | ------ |
| 1                   | Iran                | 2   | 2       | 1      | 5      |
| 2                   | Colombia            | 2   | 1       | 4      | 7      |
| 3                   | Georgia             | 2   | 0       | 1      | 3      |
| 4                   | Thailandia          | 1   | 3       | 0      | 4      |
| 5                   | Stati Uniti         | 1   | 1       | 1      | 3      |
| 6                   | Cile                | 1   | 1       | 0      | 2      |
| 6                   | Vietnam             | 1   | 1       | 0      | 2      |
| 8                   | Egitto              | 1   | 0       | 1      | 2      |
| 9                   | Corea del Sud       | 1   | 0       | 0      | 1      |
| 9                   | India               | 1   | 0       | 0      | 1      |
| 9                   | Romania             | 1   | 0       | 0      | 1      |
| 9                   | Spagna              | 1   | 0       | 0      | 1      |
| 9                   | Taipei cinese       | 1   | 0       | 0      | 1      |
| 14                  | Turkmenistan        | 0   | 2       | 0      | 2      |
| 15                  | Lettonia            | 0   | 1       | 1      | 2      |
| 16                  | Ecuador             | 0   | 1       | 0      | 1      |
| 16                  | Giappone            | 0   | 1       | 0      | 1      |
| 16                  | Nuova Zelanda       | 0   | 1       | 0      | 1      |
| 16                  | Polonia             | 0   | 1       | 0      | 1      |
| 20                  | Francia             | 0   | 0       | 2      | 2      |
| 21                  | Filippine           | 0   | 0       | 1      | 1      |
| 21                  | Italia              | 0   | 0       | 1      | 1      |
| 21                  | Qatar               | 0   | 0       | 1      | 1      |
| 21                  | Rep. Dominicana     | 0   | 0       | 1      | 1      |
| 21                  | Uzbekistan          | 0   | 0       | 1      | 1      |
| Totale (25 nazioni) | Totale (25 nazioni) | 16  | 16      | 16     | 48     |

### Grandi (totale) e Piccole (Strappo e Slancio)
Riferito al totale dell'esercizio e delle due specialità.
| Posiz.              | Nazione             | Oro | Argento | Bronzo | Totale |
| ------------------- | ------------------- | --- | ------- | ------ | ------ |
| 1                   | Thailandia          | 5   | 6       | 2      | 13     |
| 2                   | Iran                | 5   | 4       | 5      | 14     |
| 3                   | Georgia             | 5   | 1       | 1      | 7      |
| 4                   | Vietnam             | 4   | 3       | 0      | 7      |
| 5                   | Colombia            | 4   | 2       | 9      | 15     |
| 6                   | Egitto              | 4   | 1       | 2      | 7      |
| 7                   | Cile                | 4   | 1       | 0      | 5      |
| 8                   | Stati Uniti         | 3   | 2       | 3      | 8      |
| 9                   | Corea del Sud       | 3   | 2       | 0      | 5      |
| 10                  | Spagna              | 3   | 0       | 1      | 4      |
| 11                  | Romania             | 3   | 0       | 0      | 3      |
| 12                  | India               | 2   | 1       | 0      | 3      |
| 12                  | Taipei cinese       | 2   | 1       | 0      | 3      |
| 14                  | Uzbekistan          | 1   | 2       | 2      | 5      |
| 15                  | Turkmenistan        | 0   | 5       | 1      | 6      |
| 16                  | Ecuador             | 0   | 2       | 4      | 6      |
| 17                  | Lettonia            | 0   | 2       | 2      | 4      |
| 18                  | Polonia             | 0   | 2       | 1      | 3      |
| 19                  | Giappone            | 0   | 2       | 0      | 2      |
| 19                  | Nuova Zelanda       | 0   | 2       | 0      | 2      |
| 21                  | Francia             | 0   | 1       | 4      | 5      |
| 22                  | Messico             | 0   | 1       | 2      | 3      |
| 22                  | Rep. Dominicana     | 0   | 1       | 2      | 3      |
| 24                  | Filippine           | 0   | 1       | 1      | 2      |
| 24                  | Qatar               | 0   | 1       | 1      | 2      |
| 26                  | Canada              | 0   | 1       | 0      | 1      |
| 26                  | Estonia             | 0   | 1       | 0      | 1      |
| 28                  | Italia              | 0   | 0       | 3      | 3      |
| 29                  | Albania             | 0   | 0       | 1      | 1      |
| 29                  | Mongolia            | 0   | 0       | 1      | 1      |
| Totale (30 nazioni) | Totale (30 nazioni) | 48  | 48      | 48     | 144    |

## Classifica a squadre

### Sistema di punteggio
Il sistema di punteggio è basato sui punti distribuiti per l'esercizio totale e le due specialità in base allo schema adottato nel 1996:

### Categorie maschili
| Pos. | Squadra        | Punti |
| ---- | -------------- | ----- |
| 1    | Iran           | 509   |
| 2    | Corea del Sud  | 454   |
| 3    | Uzbekistan     | 354   |
| 4    | Spagna         | 340   |
| 5    | Colombia       | 337   |
| 6    | Giappone       | 318   |
| 7    | Stati Uniti    | 313   |
| 8    | Thailandia     | 275   |
| 9    | Germania       | 254   |
| 10   | Vietnam        | 241   |
| 11   | Arabia Saudita | 218   |
| 12   | Georgia        | 207   |
| 13   | Egitto         | 197   |
| 14   | Francia        | 193   |
| 15   | India          | 183   |
| 16   | Brasile        | 159   |
| 17   | Rep. Ceca      | 149   |
| 18   | Messico        | 146   |
| 19   | Bulgaria       | 145   |
| 20   | Albania        | 133   |
| 21   | Taipei cinese  | 130   |
| 22   | Polonia        | 128   |
| 23   | Lituania       | 126   |
| 24   | Turkmenistan   | 125   |
| 25   | Italia         | 125   |
| 26   | Ecuador        | 118   |
| 27   | Perù           | 117   |
| 28   | Israele        | 112   |
| 29   | Canada         | 99    |
| 30   | Cile           | 84    |
| 31   | Lettonia       | 72    |
| 32   | Estonia        | 65    |
| 33   | Qatar          | 62    |
| 34   | Algeria        | 54    |
| 35   | Figi           | 53    |
| 36   | Cipro          | 51    |
| 37   | Ungheria       | 50    |
| 38   | Romania        | 47    |
| 39   | Austria        | 47    |
| 40   | Slovacchia     | 44    |
| 41   | Nuova Zelanda  | 39    |
| 42   | Ghana          | 35    |
| 43   | Croazia        | 33    |
| 44   | Finlandia      | 33    |
| 45   | Serbia         | 32    |
| 46   | Uganda         | 32    |
| 47   | Regno Unito    | 32    |
| 48   | Danimarca      | 27    |
| 49   | Malaysia       | 19    |
| 50   | Iraq           | 16    |
| 51   | Camerun        | 11    |
| 52   | Irlanda        | 6     |
| 53   | Norvegia       | 3     |
| —    | Tunisia        | 0     |
| —    | Cuba           | 0     |
| —    | Madagascar     | 0     |
| —    | Nepal          | 0     |
| —    | Nigeria        | 0     |
| —    | Afghanistan    | 0     |

### Categorie femminili
| Pos. | Squadra         | Punti |
| ---- | --------------- | ----- |
| 1    | Thailandia      | 495   |
| 2    | Stati Uniti     | 467   |
| 3    | Colombia        | 466   |
| 4    | Ecuador         | 439   |
| 5    | Messico         | 402   |
| 6    | Giappone        | 389   |
| 7    | Taipei cinese   | 366   |
| 8    | Canada          | 296   |
| 9    | Italia          | 222   |
| 10   | Romania         | 199   |
| 11   | Vietnam         | 173   |
| 12   | Spagna          | 167   |
| 13   | India           | 167   |
| 14   | Polonia         | 162   |
| 15   | Islanda         | 134   |
| 16   | Albania         | 128   |
| 17   | Francia         | 123   |
| 18   | Finlandia       | 120   |
| 19   | Filippine       | 106   |
| 20   | Regno Unito     | 106   |
| 21   | Egitto          | 98    |
| 22   | Turkmenistan    | 88    |
| 23   | Georgia         | 81    |
| 24   | Mongolia        | 79    |
| 25   | Cile            | 75    |
| 26   | Nuova Zelanda   | 72    |
| 27   | Rep. Dominicana | 71    |
| 28   | Camerun         | 70    |
| 29   | Uzbekistan      | 69    |
| 30   | Lettonia        | 67    |
| 31   | Brasile         | 59    |
| 32   | Ungheria        | 54    |
| 33   | Svezia          | 52    |
| 34   | Belgio          | 49    |
| 35   | Libano          | 48    |
| 36   | Perù            | 48    |
| 37   | Figi            | 40    |
| 38   | Corea del Sud   | 37    |
| 39   | Bulgaria        | 37    |
| 40   | Mauritius       | 35    |
| 41   | Sudafrica       | 34    |
| 42   | Norvegia        | 32    |
| 43   | Danimarca       | 26    |
| 44   | Israele         | 20    |
| —    | Nigeria         | 0     |

Dopo le squalifiche, la classifica – limitatamente alle prime sei posizioni – è la seguente:
| Pos. | Squadra       | Punti |
| ---- | ------------- | ----- |
| 1    | Iran          | 512   |
| 2    | Corea del Sud | 457   |
| 3    | Uzbekistan    | 355   |
| 4    | Spagna        | 345   |
| 5    | Colombia      | 342   |
| 6    | Giappone      | 320   |

| Pos. | Squadra     | Punti |
| ---- | ----------- | ----- |
| 1    | Thailandia  | 496   |
| 2    | Colombia    | 473   |
| 3    | Stati Uniti | 472   |
| 4    | Ecuador     | 442   |
| 5    | Messico     | 405   |
| 6    | Giappone    | 390   |